# Долы (Залегощенский район)
Долы — деревня в Залегощенском районе Орловской области России. Входит в состав Верхнескворченского сельского поселения.

## География
Деревня находится в центральной части Орловской области, в лесостепной зоне, в пределах центральной части Среднерусской возвышенности, на расстоянии примерно 10 километров (по прямой) к юго-юго-востоку (SSE) от посёлка городского типа Залегощь, административного центра района. Абсолютная высота — 247 метров над уровнем моря.
Часовой пояс
Деревня Долы, как и вся Орловская область, находится в часовой зоне МСК (московское время). Смещение применяемого времени относительно UTC составляет +3:00.

## Население
| 1857 | 1859 | 2010 |
| ---- | ---- | ---- |
| 85   | ↗91  | ↘18  |

Половой состав
По данным Всероссийской переписи населения 2010 года в гендерной структуре населения мужчины составляли 44,4 %, женщины — соответственно 55,6 %.
Национальный состав
Согласно результатам переписи 2002 года, в национальной структуре населения чеченцы составляли 100 % из 11 чел.

## Улицы
Уличная сеть деревни состоит из одной улицы (ул. Мира).